# 切萨雷·法恰尼
切萨雷·法恰尼（義大利語：Cesare Facciani，1906年2月5日—1938年8月29日），意大利男子自行车运动员。他曾代表意大利参加1928年夏季奥林匹克运动会自行车比赛，获得男子团体追逐赛金牌。